# Droge humor

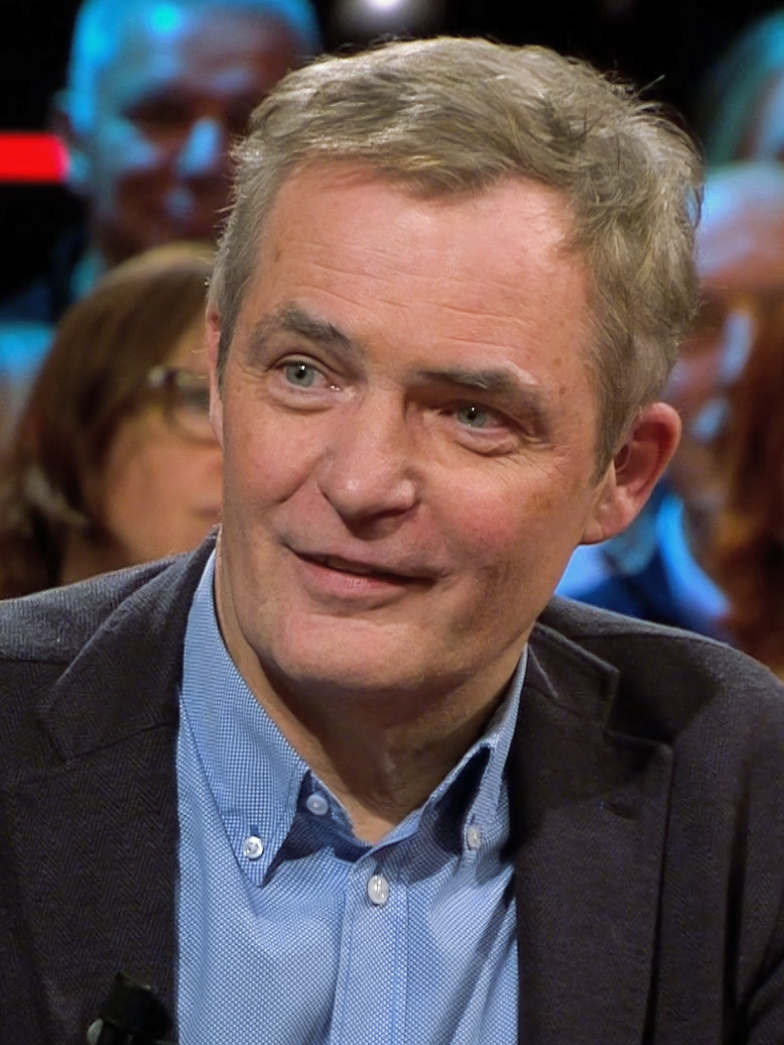
Herman Finkers staat bekend om gebruik van droge humor.

Droge humor is een vorm van verbale humor die gekenmerkt wordt door een subtiele stijl van grappen maken. Het staat in contrast met meer expressieve vormen van humor, zoals slapstick of fysieke komedie. In plaats daarvan vertrouwt droge humor op woordspelingen, ironie, sarcasme en een schijnbare ernstige toon om grappig te zijn. Deze vorm van humor vereist vaak een goed begrip van de context en een goed gevoel voor timing om volledig tot zijn recht te komen.
Entertainers als Herman Finkers, Henry van Loon en Rowan Atkinson (bekend van zijn personage Mr. Bean) zijn bekend om het gebruik van droge humor. Ook in de strips van Evert Kwok en DirkJan is dikwijls droge humor te vinden.
De emoji 🗿 wordt gebruikt om een stoïcijnse gezichtsuitdrukking mee weer te geven, bij gebruik van droge humor.